# Yap (savezna država)
Yap, otočna država u Pacifiku, jedna od četiri države koje čine Savezne Države Mikronezije. Najzapadnija je od saveznih država, prema istoku se nižu redom Chuuk, Pohnpei i Kosrae. Površinom i brojem stanovnika manja je od Pohnpeija i Chuuka, a veća od Kosraea. Domorodački jezici u državi Yap su japski s 5.130 govornika prema procjeni iz 2005., ulithijski s 3.000 govornika prema procjeni iz 1987., woleajski s 1.600 govornika prema procjeni iz 1987., te satawalski s 500 govornika prema procjeni iz 2016. godine. Sva ova četiri jezika, uz engleski, imaju status službenih jezika. Općine na glavnom otoku i uz njega su Dalipebinaw, Fanif, Gagil, Gilman, Kanifay, Maap, Rull, Rumung, Tomil i Weloy. Na susjednim otocima i atolima, a u sastavu države Yap, nalaze se općine Eauripik, Elato, Fais, Faraulep, Gaferut, Ifalik, Lamotrek, Ngulu, Pikelot, Satawal, Sorol, Ulithi i Woleai.
Najviši vrh je Mount Taabiywol (178 m) u općini Fanif na glavnom otoku. Otok je veoma brdovit i prekriven gustom tropskom šumom. Šume mangrova prevladavaju uz samu obalu, a na sjeveru otoka koncentrirane su pješčane plaže.
Turizam je još uvijek slabo razvijen. Država je između 2010. i 2017. godine imala tek 4.000 posjetitelja. Otočje je poznato po kamenom novcu rai.
Dne 5. ožujka 2019. Chuuk je trebao održati referendum o izdvajanju iz sastava Saveznih Država Mikronezije i stjecanju pune neovisnosti, ali je odgođen za ožujak 2020. godine. Referendum je zatim ponovno odgođen, najmanje do ožujka 2022. godine. U slučaju uspjeha referenduma, federacija će izgubiti ozemni kontinuitet i opstojnost će joj biti poljuljana, što dovodi do mogućnosti da i ostale njene članice postanu neovisne države.

## Vanjske poveznice
- Službena stranica vlade  Arhivirana inačica izvorne stranice od 4. veljače 2022. (Wayback Machine)
- Stranica turističke ponude Yapa
- O Drugome svjetskom ratu na Yapu
- Fotografije kamenog novca  Arhivirana inačica izvorne stranice od 30. lipnja 2017. (Wayback Machine)